# Список Героев Советского Союза (Курганская область)
Список Героев Советского Союза из Курганской области.

## А
- Агеев, Пётр Григорьевич — командир звена 182-го истребительного авиационного полка 105-й истребительной авиационной дивизии; родился 5 декабря 1913 года.
- Амеличкин, Сергей Георгиевич — механик-водитель танка 1454-го самоходно-артиллерийского полка 11-го гвардейского танкового корпуса; родился 26 ноября 1919 года.
- Анфиногенов, Николай Яковлевич — рядовой разведывательной роты 181-го мотострелкового полка 108-й Невельской Краснознамённой мотострелковой дивизии; родился 29 сентября 1963 года.
- Анчугов, Александр Галактионович — командир танковой роты 1-го танкового батальона 242-й танковой бригады; родился 5 августа 1923 года.
- Архангельский, Николай Васильевич — командир эскадрильи 57-го бомбардировочного авиационного полка 221-й бомбардировочной авиационной дивизии; родился 10 апреля 1921 года.

## Б
- Барыкин, Георгий Филиппович — командир батареи 144-го истребительного противотанкового артиллерийского полка 4-й истребительной артиллерийской противотанковой бригады 39-й армии; родился 17 февраля 1916 года.
- Безруков, Филипп Иванович — минёр 10-го гвардейского отдельного батальона минёров; родился в 1921 году.
- Борисов, Георгий Алексеевич — помощник командира взвода 130-й отдельной разведывательной роты 149-й стрелковой дивизии; родился 28 марта 1911 года.
- Бояринцев, Тимофей Алексеевич — помощник командира взвода пешей разведки 109-го стрелкового полка 74-й стрелковой дивизии, старший сержант; родился в 1911 году.
- Бурков, Валерий Анатольевич — авианаводчик самолёта АН-26, полковник ВВС; родился 26 апреля 1957 года.
- Буторин, Николай Васильевич — пулемётчик 25-го гвардейского стрелкового полка 6-й гвардейской стрелковой дивизии; родился 12 декабря 1912.

## В
- Ваганов, Александр Васильевич — командир роты 68-го гвардейского танкового полка 20-й гвардейской механизированной бригады; родился 8 декабря 1914 года.
- Важенин, Михаил Иванович — наводчик станкового пулемёта 4-го гвардейского воздушно-десантного полка 2-й гвардейской воздушно-десантной дивизии; родился 19 сентября 1917 года.
- Васильев, Иван Николаевич — стрелок 184-го гвардейского стрелкового полка 62-й гвардейской стрелковой дивизии; родился 24 сентября 1923 года.
- Ватагин, Алексей Михайлович — командир роты 355-го стрелкового полка 100-й стрелковой дивизии; родился 26 сентября 1912 года.
- Велесов, Григорий Никитович — командир орудия 60-го гвардейского кавалерийского полка 16-й гвардейской Черниговской кавалерийской дивизии, гвардии старшина; родился в 1906 году.
- Волков, Иван Степанович — штурман эскадрильи 60-го гвардейского Сталинградского бомбардировочного авиационного полка 2-й гвардейской бомбардировочной авиационной дивизии; родился 28 октября 1915 года.
- Воробьёв, Николай Николаевич — командир батальона 979-го стрелкового полка 253-й стрелковой дивизии 40-й армии; родился 25 августа 1919 года.

## Г
- Галин, Михаил Петрович — командир пулемётной роты 2-го мотострелкового батальона 17-й гвардейской механизированной бригады 6-го гвардейского механизированного корпуса; родился 8 ноября 1918 года.
- Галкин, Фёдор Ульянович — заместитель командира 230-й стрелковой дивизии 5-й ударной армии, полковник; родился 3 марта 1907 года.
- Гизатуллин, Хамазан Гатауллович — командир орудия 63-го отдельного истребительного противотанкового дивизиона 106-й стрелковой дивизии; родился 10 мая 1921 года.
- Глухих, Иван Михайлович — командир эскадрильи 271-го истребительного авиационного полка; родился 25 сентября 1916 года.
- Грицевец, Сергей Иванович — командир истребительной авиационной эскадрильи в рядах республиканской Испании; командир отдельной авиационной группы новейших истребителей «И-153» 1-й армейской группы, майор; родился 19 июля 1909 года (первый дважды Герой Советского Союза).

## Д
- Давыдов, Фёдор Николаевич — командир отделения 685-го стрелкового полка 193-й стрелковой дивизии 65-й армии; родился 10 ноября 1906 года.
- Денисов, Анатолий Михайлович — командир батальона 1103-го стрелкового полка 328-й стрелковой дивизии 47-й армии, капитан; родился 14 октября 1915 года.
- Должанский, Николай Иванович — старший лётчик 165-го гвардейского штурмового авиационного полка 10-й гвардейской штурмовой авиационной дивизии 2-й воздушной армии, гвардии лейтенант; родился 27 сентября 1917 года.
- Дусухамбетов, Абу — командир роты 229-го стрелкового полка 8-й стрелковой дивизии 13-й армии, старший лейтенант; родился 15 июня 1920 года.

## Е
- Евстигнеев, Кирилл Алексеевич — лётчик-истребитель, генерал-майор; родился 17 февраля 1917 года (дважды Герой Советского Союза).
- Елисеев, Федот Васильевич — командир батальона 205-го гвардейского стрелкового полка 70-й гвардейской стрелковой дивизии 13-й армии, гвардии капитан; родился 1 марта 1915 года.
- Ерёмин, Александр Семёнович — командир взвода управления 940-го артиллерийского полка 370-й Бранденбургской Краснознамённой ордена Кутузова стрелковой дивизии 69-й армии, старший лейтенант; родился 12 июля 1908 года.
- Ермолаев, Николай Васильевич — разведчик взвода пешей разведки 280-го гвардейского стрелкового полка 92-й гвардейской стрелковой дивизии 37-й армии; родился 19 декабря 1924 года.
- Еськов, Иван Егорович — помощник командира взвода 1348-го стрелкового полка 399-й стрелковой дивизии 48-й армии, старшина; родился в 1923 году.

## Ж
- Жигарев, Иосиф Семёнович — командир 30-й гвардейской пушечной артиллерийской бригады, гвардии полковник; родился 22 сентября 1906 года.

## З
- Заговеньев, Анатолий Иванович — командир 1-го стрелкового батальона 1310-го стрелкового полка 19-й стрелковой дивизии 7-й гвардейской армии, капитан; родился 19 марта 1918 года.
- Залесов, Прохор Денисович — шофёр 301-го гаубичного артиллерийского полка 7-й армии Северо-Западного фронта, красноармеец; родился 3 августа 1914 года.
- Зверев, Николай Александрович — помощник командира взвода 32-го гвардейского стрелкового полка 12-й гвардейской стрелковой дивизии 61-й армии, гвардии сержант; родился 19 декабря 1921 года.
- Зубов, Григорий Никитович — механик-водитель танка 277-го танкового батальона 31-й танковой бригады 29-го танкового корпуса 5-й гвардейской танковой армии, старший сержант; родился 7 января 1910 года.

## И
- Исаков, Александр Варфоломеевич — механик-водитель танка 93-й танковой бригады 4-й танковой армии 1-го Украинского фронта, сержант; родился 3 марта 1911 года.

## К
- Каковкин, Иван Григорьевич — командир сапёрного отделения 222-го отдельного моторизованного штурмового инженерно-сапёрного батальона, сержант; родился 29 августа 1918 года.
- Карелин, Анатолий Михайлович — заместитель командира по лётной подготовке 351-го ночного истребительного авиационного полка; родился 16 июля 1922 года.
- Карпов, Григорий Артамонович — командир пулемётного расчёта 436-го стрелкового полка 155-й стрелковой дивизии 27-й армии, сержант; родился 18 сентября 1924 года.
- Катков, Фёдор Григорьевич — командир 7-го Новоукраинско-Хинганского Краснознамённого механизированного корпуса 6-й гвардейской танковой армии Забайкальского фронта, генерал-лейтенант танковых войск; родился 4 июня 1901 года.
- Кауров, Фёдор Анисимович — помощник командира взвода 205-го гвардейского стрелкового полка 70-й гвардейской стрелковой дивизии 13-й армии, гвардии старший сержант; родился 25 января 1922 года.
- Кашутин, Прохор Иванович — стрелок 990-го стрелкового полка 230-й стрелковой дивизии 5-й ударной армии, рядовой; родился в 1905 году.
- Каюкин, Михаил Иванович — командир дивизиона 34-го гвардейского артиллерийского полка 6-й гвардейской стрелковой дивизии 13-й армии, гвардии майор; родился 24 сентября 1918 года.
- Киселёв, Александр Яковлевич — командир 140-й Сибирской Новгород-Северской ордена Ленина дважды Краснознамённой стрелковой дивизии 101-го Львовского стрелкового корпуса 38-й армии 4-го Украинского фронта, генерал-майор; родился 1 октября 1907 года.
- Киселёв, Африкан Иванович — политрук танковой роты 2-го отдельного танкового батальона 11-й лёгкой танковой бригады 1-й армейской группы, старший лейтенант; родился 23 марта 1910 года.
- Ковалёв, Тимофей Алексеевич — командир эскадрильи 15-го ночного легкобомбардировочного Витебского Краснознамённого ордена Александра Невского авиационного полка 213-й ночной бомбардировочной Витебской Краснознамённой авиационной дивизии 1-й воздушной армии, майор; родился 3 января 1918 года.
- Кокорин, Анатолий Михайлович — командир стрелкового взвода 1339-го горнострелкового полка 318-й горнострелковой дивизии 18-й армии; родился в 1921 году.
- Кондратьев, Иван Петрович — наводчик противотанкового ружья (ПТР) 5-й гвардейской воздушно-десантной бригады 52-й армии, гвардии младший сержант; родился 15 декабря 1922 года.
- Коновалов, Михаил Васильевич — заместитель командира отделения автоматчиков 384-го отдельного батальона морской пехоты Одесской военно-морской базы Черноморского флота, старшина 2-й статьи; родился 10 марта 1919 года.
- Копытов, Степан Логинович — командир отделения 29-го гвардейского стрелкового полка 12-й гвардейской стрелковой дивизии 61-й армии, гвардии младший сержант; родился 15 августа 1924 года.
- Кравченко, Григорий Пантелеевич — командир истребительной авиационной группы советских добровольцев в Китае; командир 22-го истребительного авиационного полка 1-й армейской группы; командир 215-й истребительной авиационной дивизии, генерал-лейтенант; родился 12 октября 1912 года (дважды Герой Советского Союза).
- Красилов, Алексей Павлович — командир эскадрильи 235-го штурмового авиационного полка 264-й штурмовой авиационной дивизии 5-го штурмового авиационного корпуса 5-й воздушной армии, капитан; родился 15 марта 1921 года.
- Кремлёв, Евгений Константинович — командир орудия 692-го артиллерийского полка 240-й стрелковой дивизии 38-й армии, старший сержант; родился 22 декабря 1923 года.
- Криволапов, Григорий Архипович — командир 25-й гвардейской стрелковой дивизии 8-й армии, гвардии генерал-майор; родился 11 января 1898 года.
- Крутиков, Дмитрий Михайлович — командир взвода 538-го стрелкового полка 120-й Краснознамённой стрелковой дивизии 21-й армии, младший лейтенант; родился 26 октября 1923 года.
- Крюков, Пётр Васильевич — командир взвода 175-го гвардейского стрелкового Висленского полка 58-й гвардейской стрелковой Красноградской Краснознамённой дивизии 5-й гвардейской армии, гвардии старшина; родился в 1915 году.
- Кудрин, Иван Степанович — механик-водитель танка 46-го танкового полка 46-й танковой бригады 7-й отдельной армии, рядовой; родился 21 ноября 1921 года.
- Кузнецов, Георгий Степанович — командир стрелкового взвода 55-го гвардейского стрелкового полка 20-й гвардейской стрелковой дивизии 37-й армии, гвардии младший лейтенант; родился 20 апреля 1924 года.
- Кузнецов, Леонид Кузьмич — заместитель командира эскадрильи 806-го штурмового авиационного полка 206-й штурмовой авиационной дивизии 14-й воздушной армии, лейтенант; родился 7 ноября 1921 года.
- Кузнецов, Николай Алексеевич — заместитель командира 465-го стрелкового полка по политической части, подполковник; родился 25 декабря 1907 года.
- Кулишев, Яков Сергеевич — командир танкового взвода 47-й гвардейской танковой бригады 9-го гвардейского танкового корпуса 2-й гвардейской танковой армии, гвардии лейтенант; родился 23 апреля 1913 года.
- Курист, Людвиг Иванович — командир 52-й гвардейской Фастовской дважды Краснознамённой танковой бригады 6-го гвардейского танкового корпуса 3-й гвардейской танковой армии, гвардии полковник; родился 17 июля 1905 года.
- Кухаров, Константин Фёдорович — командир орудия танка 47-й гвардейской танковой бригады 9-го гвардейского танкового корпуса 2-й гвардейской танковой армии, старший сержант; родился 17 января 1924 года.

## Л
- Лёвин, Григорий Тимофеевич — командир эскадрильи 565-го авиационного полка 224-й штурмовой авиационной дивизии, капитан; родился 2 августа 1917 года.
- Лоскутников, Иван Николаевич — командир батареи 49-го гвардейского Рижского артиллерийского полка 23-й гвардейской Дновской стрелковой дивизии 3-й ударной армии, гвардии старший лейтенант; родился 29 августа 1920 года.

## М
- Малышев, Иван Афанасьевич — командир батальона 24-го гвардейского воздушно-десантного полка 10-й гвардейской воздушно-десантной дивизии 37-й армии, гвардии старший лейтенант; 2 сентября 1914 года.
- Мартьянов, Николай Иванович — заместитель командира эскадрильи 76-го гвардейского штурмового авиационного полка 1-й гвардейской штурмовой авиационной дивизии 1-й воздушной армии, гвардии капитан; родился 25 декабря 1923 года.
- Матвиенко, Андрей Григорьевич — командир орудия танка 47-й гвардейской танковой бригады 9-го гвардейского танкового корпуса 2-й гвардейской танковой армии, гвардии сержант; 5 марта 1925 года.
- Махов, Николай Фёдорович — командир отделения 237-го гвардейского стрелкового полка 76-й гвардейской стрелковой дивизии 61-й армии, гвардии сержант; родился 3 марта 1921.
- Маюров, Иван Иванович — начальник разведки артиллерийского дивизиона 65-го артиллерийского полка 2-й Краснознамённой армии 2-го Дальневосточного фронта, лейтенант; родился 26 октября 1918 года.
- Медяков, Михаил Денисович — командир орудия 89-го артиллерийского полка 62-й стрелковой дивизии 31-й армии, старший сержант; родился 28 декабря 1923 года.
- Миронов, Владимир Петрович — пулемётчик 1344-го стрелкового полка 319-й стрелковой дивизии 43-й армии, рядовой; родился 7 ноября 1925 года.
- Мойзых, Евгений Антонович — командир пулемётного взвода 1336-го стрелкового полка 319-й стрелковой дивизии 22-й армии, старший лейтенант; родился 30 декабря 1903 года.

## Н
- Налимов, Григорий Сергеевич — механик-водитель танка 36-й гвардейской Краснознамённой ордена Кутузова танковой бригады 7-й гвардейской армии; родился 22 февраля 1915 года.
- Нечаев, Виктор Николаевич — сапёр-разведчик 84-го гвардейского отдельного сапёрного батальона 73-й гвардейской стрелковой дивизии 7-й гвардейской армии, гвардии рядовой; родился 27 августа 1913 года.

## О
- Оболдин, Савелий Савельевич — командир расчёта противотанковых ружей 32-й мотострелковой бригады 18-го танкового корпуса, сержант; родился 5 апреля 1922 года.
- Орлов, Тимофей Николаевич — заместитель командира 787-го стрелкового полка 222-й Смоленской стрелковой дивизии 33-й армии, майор; родился 15 февраля 1915 года.

## П
- Перепечин, Михаил Романович — помощник командира разведывательного взвода 759-го стрелкового полка 163-й Краснознамённой Ромненско-Киевской стрелковой дивизии 40-й армии, сержант; родился 24 апреля 1924 года.
- Пермяков, Вениамин Михайлович — наводчик орудия 322-го гвардейского истребительно-противотанкового артиллерийского полка 8-й гвардейской истребительно-противотанковой артиллерийской бригады 40-й армии, гвардии сержант; родился 15 января 1924 года.
- Печёнкин, Ефим Никифорович — командир орудия 362-го артиллерийского полка 106-й стрелковой дивизии 3-й гвардейской армии, старшина; родился в 1917 году.
- Пиджаков, Николай Николаевич — командир танка 34-й отдельной гвардейской танковой бригады 6-й гвардейской армии, гвардии лейтенант; родился 17 декабря 1923 года.
- Плотников, Александр Григорьевич — командир танкового взвода 28-го отдельного танкового полка 70-й стрелковой дивизии 7-й армии, лейтенант; родился 23 апреля 1916 года.
- Пономарёв, Виктор Павлович — телефонист 205-го гвардейского стрелкового полка 70-й гвардейской стрелковой дивизии 13-й армии, гвардии красноармеец; родился 3 апреля 1924 года.
- Попов, Александр Григорьевич — начальник штаба 209-го гвардейского стрелкового полка 73-й гвардейской стрелковой дивизии 7-й гвардейской армии, гвардии майор; родился 24 декабря 1917 года.
- Попов, Николай Исаакович — командир эскадрильи 724-го штурмового авиационного полка, капитан; родился 13 февраля 1920 года.
- Приходько, Геннадий Андреевич — комсорг батальона 29-го гвардейского стрелкового полка 12-й гвардейской Пинской Краснознамённой ордена Суворова стрелковой дивизии 61-й армии, гвардии лейтенант; родился 23 апреля 1919 года.

## Р
- Радионов, Николай Иванович — командир батареи 235-го гвардейского истребительно-противотанкового артиллерийского полка 10-й гвардейской истребительно-противотанковой артиллерийской бригады 5-й гвардейской армии, гвардии старший лейтенант; родился 19 февраля 1922 года.
- Руднов, Аркадий Андреевич — командир звена 683-го штурмового авиационного полка 335-й штурмовой авиационной дивизии 3-й воздушной армии, старший лейтенант; родился 8 февраля 1922 года.

## С
- Сабенин, Михаил Варнавич — комиссар стрелкового батальона 465-го стрелкового полка 167-й стрелковой дивизии 38-й армии, старший лейтенант; 18 сентября 1904 года.
- Ситников, Алексей Михайлович — наводчик миномёта 429-го стрелкового полка 52-й стрелковой дивизии 57-й армии, сержант, родился 20 ноября 1925 года.
- Скачков, Виктор Михайлович — старший механик-водитель танка 8-го гвардейского отдельного танкового полка 19-го танкового корпуса, гвардии младший техник-лейтенант; родился 18 января 1923 года.
- Стенников, Афанасий Фёдорович — командир орудия 1957-го истребительно-противотанкового артиллерийского полка 40-й отдельной истребительно-противотанковой бригады 3-й ударной армии, старший сержант; родился 2 августа 1904 года.
- Суховаров, Дмитрий Гаврилович — командир 53-го танкового полка 69-й механизированной бригады 9-го механизированного корпуса 3-й гвардейской танковой армии, гвардии подполковник; родился 12 июня 1904 года.

## Т
- Теплоухов, Михаил Сергеевич — командир роты 960-го стрелкового полка 299-й стрелковой дивизии 53-й армии, старший лейтенант; родился 28 сентября 1916 года.
- Тушнолобов, Кузьма Максимович — командир отделения сапёров 22-го отдельного сапёрного батальона 162-й стрелковой дивизии 2-го Белорусского фронта; родился 23 октября 1908 года.
- Тюсин, Николай Максимович — командир роты 1006-го стрелкового полка 266-й стрелковой дивизии 5-й ударной армии, старший лейтенант; родился 27 декабря 1922 года.

## Х
- Хардиков, Яков Давыдович — командир огневого взвода артиллерийского дивизиона 29-й гвардейской мотострелковой бригады 10-го гвардейского танкового корпуса, гвардии младший лейтенант; родился 18 ноября 1909 года.
- Харлов, Фёдор Евдокимович — командир отделения 1292-го стрелкового полка 113-й стрелковой дивизии 57-й армии, младший сержант; родился 5 февраля 1916 года.
- Хребтов, Фёдор Ефимович — командир батальона 207-го гвардейского стрелкового полка 70-й гвардейской Глуховской дважды Краснознамённой стрелковой дивизии 13-й армии, гвардии капитан; родился 3 мая 1907 года.
- Худяков, Николай Александрович — наводчик противотанкового ружья 29-й гвардейской мотострелковой бригады 4-й танковой армии, гвардии младший сержант; родился 24 октября 1925 года.

## Ч
- Чекулаев, Гордей Трофимович — пулемётчик 144-го стрелкового полка 340-й дивизии 38-й армии, рядовой; родился 3 января 1912 года.
- Черёмухин, Александр Евгеньевич — командир орудия 358-го ордена Александра Невского артиллерийского полка 126-й Горловской дважды Краснознамённой стрелковой дивизии 54-го стрелкового корпуса 43-й армии, старшина; родился 13 сентября 1915 года.
- Чистяков, Максим Андреевич — командир орудия 167-го гвардейского лёгкого артиллерийского полка 3-й гвардейской лёгкой артиллерийской Бахмачской бригады 1-й гвардейской артиллерийской Глуховской Краснознамённой дивизии Резерва Главного Командования 60-й армии, гвардии сержант; родился 8 мая 1909 года.

## Ш
- Шавкунов, Егор Иванович — сапёр 195-го отдельного сапёрного батальона 139-й Рославльской стрелковой дивизии 50-й армии, рядовой; родился 9 августа 1913 года.
- Шарыпов, Абрам Григорьевич — стрелок 247-го стрелкового полка 37-й стрелковой дивизии 22-й армии, ефрейтор; родился 1 сентября 1900 года.
- Шишкин, Василий Иванович — командир эскадрильи 43-го истребительного авиационного полка 16-й авиационной дивизии 21-й армии, капитан; родился 13 февраля 1914 года.
- Шкенёв, Григорий Александрович — командир дивизиона 459-го миномётного полка 25-го танкового корпуса, старший лейтенант; родился 28 декабря 1907 года.
- Шохин, Николай Михайлович — командир пулемётного отделения 1264-го стрелкового полка 380-й стрелковой дивизии 50-й армии; родился 19 декабря 1913 года.
- Шумилов, Михаил Степанович — командующий 7-й гвардейской армией Степного фронта, гвардии генерал-полковник; родился 17 ноября 1895 года.

## Я
- Язовских, Иван Семёнович — командир отделения роты ПТР 350-го отдельного истребительного противотанкового дивизиона 294-й стрелковой дивизии 52-й армии, старший сержант; родился 1 сентября 1923 года.